# Fénis
Fénis  (Fén-íc in patois fénisand) è un comune italiano sparso di 1 786 abitanti della Valle d'Aosta centromeridionale.

## Geografia fisica

### Territorio
Il comune di Fénis si estende all'Envers a circa 13 chilometri a est di Aosta. La maggior parte del territorio comunale occupa una valle laterale, la val Clavalité, particolarmente selvaggia, incuneata tra il Vallone di Champdepraz e la Val di Cogne.
- Classificazione sismica: la zona 4 (sismicità molto bassa)[7].

### Clima
Il clima è tipicamente alpino, con inverni rigidi ed estati fresche. La posizione all'Envers rende, in inverno e all'inizio della primavera, il clima assai più freddo rispetto al versante dell'Adret.
Il clima assai rigido, poco favorevole allo sviluppo degli insediamenti umani, ha preservato la foresta che ancora oggi si estende quasi ininterrottamente dai margini del centro abitato fino a circa 2000 m di quota su una superficie di 2 236 ettari, circa il 32,7% del territorio comunale.
Ciononostante, la parte bassa del territorio comunale è da sempre fertile e coltivata, come testimoniano alcuni toponimi, in lingua francese, quali "Cerise" (= ciliegia), "Pommier" (= meleto) e "Tillier" (= luogo dove crescono i tigli).

### Val Clavalité
La Val Clavalité è una valle laterale che si estende su una vasta area del comune di Fénis.
Essa inizia con il Colle di Fénis che la mette in comunicazione da una parte con la valle di Champorcher e dall'altra con la valle di Cogne e termina in prossimità del centro abitato.
La Punta Tersiva, con i suoi 3 513 metri di altezza è il monte più alto del comune di Fénis e domina la piana di Clavalité. È inoltre la seconda cima per altezza dell'Unité des Communes valdôtaines Mont-Émilius, di cui Fénis fa parte, seconda solo al Mont Émilius.

## Origini del nome
Contrariamente alle regole di pronuncia della lingua francese standard, la "s" finale di Fénis si pronuncia ("Fenìs"). Si ipotizza che il nome derivi dal latino fenilis (fienile), tuttavia tale supposizione non collima con il toponimo in patois, che è Fén-íc. Un'altra ipotesi indica la derivazione dal latino ad Fines [Augustensium].

## Storia
Da Fénis, epoca romana, passava la via delle Gallie, strada romana consolare fatta costruire da Augusto per collegare la Pianura Padana con la Gallia.
La storia di Fénis si lega da sempre con quella della casata di Challant, che ordinò la costruzione del castello, oggi tra i simboli della Valle d'Aosta. Sul modello di Fénis, nel 1884 venne costruito il castello del borgo medievale del Valentino a Torino.
In epoca fascista, il comune è stato accorpato a quello di Nus.
Durante la seconda guerra mondiale, il territorio della Val Clavalité e quello di Fénis furono il quartier generale delle brigate partigiane guidate da Émile Lexert (1911-1944).

### Simboli
Lo stemma e il gonfalone del comune di Fénis sono stati concessi con il decreto del presidente della Repubblica del 6 febbraio 1985.
La composizione dello stemma comunale prende spunto dal blasone degli Challant, antichi signori del luogo, che tennero la castellania (poi baronia) di Fénis dal XII secolo al 1716 (d'argento, al capo di rosso, alla banda attraversante sul tutto di nero). Le figure nel capo si riferiscono alla famiglia dei nobili Tillier, che portavano uno stemma d'argento, al tiglio al naturale, nodrito sulla campagna erbosa di verde; al capo di rosso, caricato di due chiavi d'argento, passate in decusse. Al centro dello scudo è raffigurato il castello di Fénis.
Il gonfalone è un drappo partito di rosso e di nero.

## Monumenti e luoghi d'interesse

### Architetture religiose
Come monumenti religiosi vanno segnalati:
- La chiesa di San Maurizio e il campanile del XV-XVIII secolo.
- La cappella della Sacra Sindone in località Chez-Cuignon.
- L'eremo di Saint-Julien, nell'omonimo vallone.
- La croce di Ramolivaz, esempio della scultura del '400, si trova in località Ramolivaz al bivio della strada principale con il sentiero che un tempo conduceva al castello. Una copia della croce è stata posta nel Borgo medievale di Torino.
- Il crocifisso ritrovato nel 1991 nel sottotetto della chiesa parrocchiale, appartenente alla serie del Saint-Voult dell'Arco d'Augusto di Aosta.

### Architetture militari e civili
La principale attrazione turistica è il suo castello, monumento nazionale italiano. I critici ritengono che il castello sia tra i più rappresentativi simboli del Medioevo valdostano.

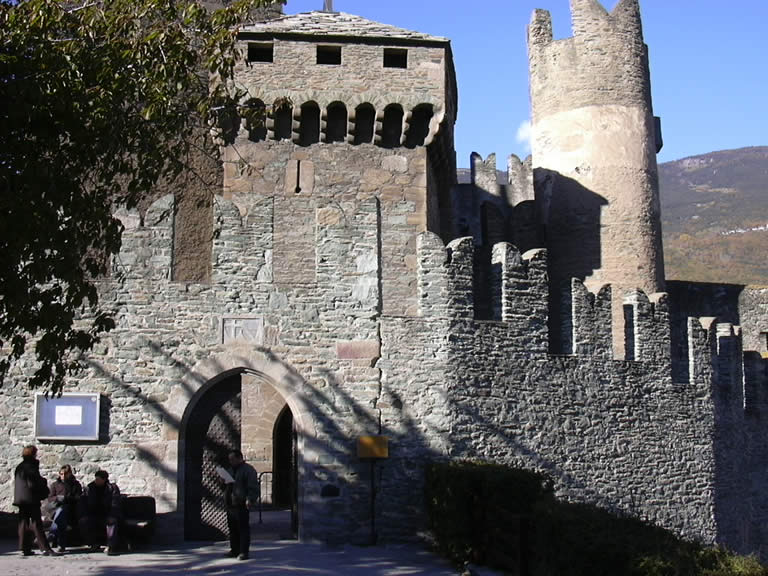
Entrata del castello

Si conservano inoltre alcune caseforti e abitazioni antiche:
- a circa 100 m a monte del castello, in una zona pianeggiante e soleggiata, si trovano i ruderi della casaforte Challant o casaforte de Putat, probabilmente del XIV-XV secolo. La casaforte è scoperchiata e in attesa di restauro: nel frattempo è stata recintata, puntellata e ricoperta da una tettoia.
- la Casaforte di Chénoz, a Chénoz, tra le case Ravarey, del XIV-XV secolo e un tempo di proprietà della nobile famiglia de Tillier.
- la casa dei nobili de Tillier del XVIII secolo nella località omonima.
- la Tornalla o Casa dei Ramein, casa cinquecentesca in località Cors (località un tempo detta Chez-Ramein).

Oltre a queste, André Zanotto ne segnala altre due: una casa medievale in località Bavavey e la Casa Challant, nei pressi della Chiesa parrocchiale, in cui prima di un'asportazione vandalica degli elementi di pregio si conservavano finestre a crociera e ad arco carenato, e in una in particolare lo stemma degli Challant era scolpito su una pietra.
Risale agli anni duemila un piccolo monumento con cappella posto a monte della casaforte de Putat, a memoria delle vittime dell'alluvione dell'ottobre del 2000.

## Società

### Evoluzione demografica
Abitanti censiti

## Cultura

### Musei

#### MAV
A Fénis si trova la sede del Museo dell'artigianato valdostano di tradizione (MAV), che raccoglie i migliori esempi delle attività artigianali tradizionali della regione. Il Museo espone circa 700 oggetti che mettono in luce l'evoluzione dell'artigianato valdostano, dai tempi antichi alle produzioni artigianali dei giorni nostri.

### Cucina

#### Involtini di Fénis
Si tratta di scaloppine di vitello sanate ad involtino, chiuse con uno stuzzicadenti di legno e ripiene di mocettae fontina, che, dopo essere state infarinate, vengono rosolate nel burro e poi irrorate di brandy e brodo di carne. A cottura quasi ultimata, all'intingolo viene aggiunta anche della panna.

## Economia
L'economia di Fénis si basa sul terziario. L'agricoltura e l'allevamento hanno progressivamente perso importanza negli ultimi 50 anni. Il settore industriale è rappresentato da una centrale idroelettrica che attinge l'acqua dal torrente Clavalité. Di rilevanza per lo più storica è una ormai rara segheria che funziona grazie a una ruota idraulica.

### Telecomunicazioni
Nei paesi di piccole dimensioni come Fénis, le telecomunicazioni sono di fondamentale importanza. Ecco la lista dei servizi di telecomunicazioni disponibili sul territorio comunale.

#### TV digitale
- Digitale Terrestre: sì (solo segnale digitale)
- TV satellitare: sì (satelliti Astra e Hotbird)
- IPTV: sì (disponibile Alice Home TV di Telecom Italia)

## Geografia antropica

### Le frazioni
A Fénis vi sono 13 frazioni che si trovano tra 520 m e 620 m di altitudine, con l'eccezione Les Crêtes, a quota più bassa, e Le Chénoz, Champlan e La Cerise a una quota più alta.
In passato vi erano piccoli gruppi di case - Molinaz, Pareynaz, Chez-Cuignon, Chez-Fontillon, Rovarey e Ramolivaz - che successivamente sono state unite alle frazioni più grandi. Recentemente sono stati installati dei cartelli in legno con i nomi vecchi per preservarne la memoria.
Secondo la pronuncia del patois valdostano, i toponimi sopra citati vanno pronunciati omettendo la "z" finale, quindi per es. "molìna", come per molti altri toponimi e cognomi valdostani e delle regioni limitrofe (la Savoia, l'Alta Savoia e il Vallese).

## Infrastrutture e trasporti

### Strade
Fénis è collegata ai vicini comuni attraverso la SR 13 a sua volta collegata sia alla Strada Statale 26 sia l'Autostrada A5 Torino-Aosta-Courmayeur attraverso l'uscita di Nus.
È attivo un servizio autobus sulla linea SAVDA Aosta - Saint-Marcel - Nus - Fénis.

### Ferrovie
La stazione ferroviaria più vicina è quella di Nus (linea Torino/Aosta) a 2 km dal centro abitato.

## Amministrazione
Fa parte dell'Unité des Communes valdôtaines Mont-Émilius.
Di seguito è presentata una tabella relativa alle amministrazioni che si sono succedute in questo comune.
| Periodo        | Periodo        | Primo cittadino  | Partito                               | Carica  | Note   |
| -------------- | -------------- | ---------------- | ------------------------------------- | ------- | ------ |
| 4 luglio 1985  | 21 maggio 1990 | Giovanni Cerise  | Autonomistes Démocrates Progressistes | Sindaco | [ 21 ] |
| 21 maggio 1990 | 29 maggio 1995 | Giuseppe Cerise  | Union Valdôtaine                      | Sindaco | [ 21 ] |
| 29 maggio 1995 | 8 maggio 2000  | Giuseppe Cerise  | Union Valdôtaine                      | Sindaco | [ 21 ] |
| 8 maggio 2000  | 9 maggio 2005  | Giuseppe Cerise  | lista civica                          | Sindaco | [ 21 ] |
| 9 maggio 2005  | 10 giugno 2008 | Giuseppe Cerise  | lista civica                          | Sindaco | [ 21 ] |
| 10 giugno 2008 | 24 maggio 2010 | Fabio Cerise     | lista civica                          | Sindaco | [ 21 ] |
| 24 maggio 2010 | 11 maggio 2015 | Giusto Perron    | lista civica                          | Sindaco | [ 21 ] |
| 11 maggio 2015 | in carica      | Mattia Nicoletta |                                       | Sindaco |        |

### Gemellaggi
Il comune di Fénis intrattiene un legame di amicizia con:
- Geneston, comune francese

## Sport
In questo comune si gioca a tsan, caratteristico sport tradizionale valdostano.

### Calcio
Il calcio nel paese ha una storia abbastanza travagliata. Nel 2001 nacque il Fénis, ma già cinque anni dopo il club decide di fondersi con il Nonus Lapis, formazione del confinante paese di Nus. Il nuovo sodalizio manterrà il nome originale fino al 2008, quando si presenterà al via della stagione con la denominazione di Fenusma, includendo anche il comune di Saint-Marcel.
A partire dalla stagione 2021/2022, il Fenusma va incontro ad una nuova fusione, incorporandosi con il Quart, squadra espressione dell'omonimo paese. La nuova società assume la denominazione di River Plaine e rappresenteranno i quattro paesi della piana di Aosta. Oggi è iscritto in Prima Categoria.

### Pallavolo
La squadra del paese è il Fenusma Volley, che milita in Prima Divisione Valle d'Aosta. La squadra racchiude sotto un unico titolo sportivo le municipalità di Fénis - presso la cui palestra comunale gioca le partite casalinghe - Nus e Saint-Marcel.